# Prisoje, Bileća
Prisoje je naselje v občini Bileća, Bosna in Hercegovina. 

## Deli naselja
Prisoje.

## Prebivalstvo
| Pregled števila prebivalcev po letih | Pregled števila prebivalcev po letih | Pregled števila prebivalcev po letih | Pregled števila prebivalcev po letih | Pregled števila prebivalcev po letih | Pregled števila prebivalcev po letih |
| ------------------------------------ | ------------------------------------ | ------------------------------------ | ------------------------------------ | ------------------------------------ | ------------------------------------ |
| 1948                                 | 1953                                 | 1961                                 | 1971                                 | 1981                                 | 1991                                 |
| -                                    | -                                    | -                                    | 42                                   | 27                                   | 11                                   |

| Narodna sestava prebivalstva po letih                                                                                  | Narodna sestava prebivalstva po letih                                                                                  | Narodna sestava prebivalstva po letih                                                                                  |
| --- | --- | --- |
| 1971 | 1981 | 1991 |
| . skupaj: 42 Muslimani 42 (100 %) Hrvati 0 (0,00 %) Srbi 0 (0,00 %) Jugoslovani 0 (0,00 %) drugi in neznano 0 (0,00 %) | . skupaj: 27 Muslimani 27 (100 %) Hrvati 0 (0,00 %) Srbi 0 (0,00 %) Jugoslovani 0 (0,00 %) drugi in neznano 0 (0,00 %) | . skupaj: 11 Muslimani 11 (100 %) Hrvati 0 (0,00 %) Srbi 0 (0,00 %) Jugoslovani 0 (0,00 %) drugi in neznano 0 (0,00 %) |